# 道诺伊机场
乌里雅苏台道诺伊机场 是位于蒙古国乌里雅苏台城的机场，也叫做道诺伊机场、新乌里雅苏台机场。

## 航点
| 航空公司 | 目的地   |
| -------- | -------- |
| 蒙古航空 | 乌兰巴托 |